# Niceto Pérez
Pour les articles homonymes, voir Pérez.
Niceto Pérez est une ville et une municipalité de Cuba dans la province de Guantánamo.

## Géographie

### Situation
La ville de Niceto Pérez est dans le sud-est de l'île de Cuba et le sud-ouest de la province de Guantanamo. Elle se trouve à 903 km sud-est de La Havane et 13 km ouest de sa capitale de province Guantánamo.

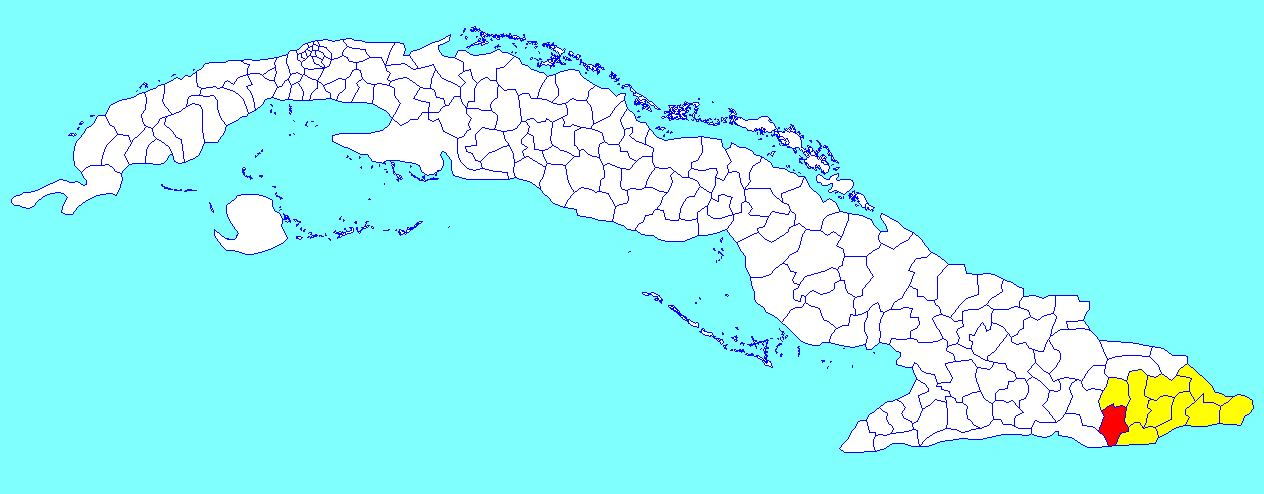
Municipalité de Niceto Pérez dans la province de Guantánamo

### Divisions administratives
La municipalité inclut six consejos populares :
- La Yaya
- Ullao
- Vilorio
- El Silencio
- Casimba
- Maca

## Population
En 2022, la population était estimée à 16 181 habitants ; pour une surface de 632,6 km2, la densité de population est de 25,58 habitants/km².